# Tabanus budongoensis
Tabanus budongoensis är en tvåvingeart som beskrevs av Crosskey 1965. Tabanus budongoensis ingår i släktet Tabanus och familjen bromsar.
Artens utbredningsområde är Uganda. Inga underarter finns listade i Catalogue of Life.